# Lippstadt Challenger 1994
Il Lippstadt Challenger 1994 è stato un torneo di tennis facente parte della categoria ATP Challenger Series nell'ambito dell'ATP Challenger Series 1994. Il torneo si è giocato a Lippstadt in Germania dal 31 gennaio al 6 febbraio 1994 su campi in sintetico ndoor.

## Vincitori

### Singolare
Karol Kučera ha battuto in finale  Fernon Wibier con il punteggio di 6–4, 6–2

### Doppio
Alexander Mronz /  Arne Thoms hanno battuto in finale  Marius Barnard /  Brent Haygarth con il punteggio di 6–2, 6–4